# Opalinky
Opalinky či také opaliny (Opalinea) je skupina asi 400 druhů parazitických prvoků řazených do kmene Stramenopila. Při zběžném pohledu se podobají nálevníkům, ale v několika klíčových znacích (nemají jaderný dualismus ani pelikulární alveoly) se od nich liší. Někdy se zařazují do širší skupiny Opalinata, která zahrnuje i příbuzné proteromonády (Proteromonadea).
Jejich buňky jsou obrvené, přičemž brvy jsou seřazeny v řadách. Bývají mnohojaderné a mají i mnoho mitochondrií. Celkově tělo totiž dosahuje velkých rozměrů, přestože je tvořeno jednou buňkou. Při dopadu světla na jejich zvrásněný povrch často opaleskují (lesknou se), což jim také dalo název.

## Životní styl
Žijí ve studenokrevných obratlovcích, jako jsou obojživelníci (zejména žáby), ale i ryby či plazi, buď jako paraziti či jako neškodní komenzálové. Přenos mezi hostiteli umožňují cysty, které se po pozření např. pulcem začnou v jeho střevě vyvíjet. Dochází k složité fázi jejich životního cyklu, při níž vznikají díky mitózám a meiózám pohlavní buňky. Jejich splýváním vznikají buď cysty nebo někdy velká trofická stadia.

## Zástupci
Patří sem rody jako Cepedea, Opalina, Protoopalina, Protozelleriella a Zelleriella.